# Rainer Feuchter
Rainer Feuchter (* 1949 in Crailsheim; † 20. Januar 2017 in Gelnhausen)  war ein deutscher Gymnasiallehrer, Gastronom, Hotelier und Buchautor.

## Leben
Rainer Feuchter verbrachte seine frühe Kindheit im Remstal, besuchte dann das Gisela-Gymnasium München und legte 1969 sein Abitur am Kepler-Gymnasium Ulm ab.
Anschließend studierte er für das Lehramt an Grund- und Hauptschulen an der Universität München und der Universität Konstanz sowie begleitend Psychologie. 1972 legte er die erste Prüfung für das Lehramt an der Grund und Hauptschule ab. Nach seiner zweiten Prüfung für das Lehramt an Realschulen in Baden-Württemberg wurde er 1973 zum Realschullehrer z. A. in Hannover ernannt. Nach der wissenschaftlichen Prüfung für das Lehramt an Gymnasien in Hannover erfolgte 1975 die Ernennung zum Studienreferendar.
1978 ließ Feuchter sich aus dem Beamtenverhältnis entlassen, um noch im selben Jahr das von ihm neu eröffnete Restaurant „Lila Kranz“ in der Marienstraße 101 in Hannover zu leiten. Rund sechs Jahre später übersiedelte er mit seinem Restaurant in die Berliner Allee 33, hier nun unter dem Namen „Feuchter’s lila Kranz“.
Feuchter, der nie eine gastronomische Ausbildung durchlaufen hatte, entwickelte seinen Betrieb zu einem der angesehensten Restaurants Hannovers. Rita Süssmuth setzte sich bei dem Präsidenten der Industrie- und Handelskammer Hannover dafür ein, dass Feuchter in seinem Betrieb als ungelernter Koch Lehrlinge ausbilden durfte: 1988 erhielt Feuchter, zunächst auf Widerruf, die Anerkennung der fachlichen Eignung als Koch und Restaurantfachmann.
Rainer Feuchter war Mitglied der „Tafelrunde“, einem Zusammenschluss der Nobelköche Hannovers. Er erhielt für seine Restaurants insgesamt zwei Kochmützen im Gault-Millau sowie drei Gabeln im Guide Michelin.
1992 übernahm er zusätzlich das vegetarische Restaurant Hiller in der Blumenstraße im Stadtteil Hannover-Mitte. 1994 eröffnete er zudem das italienische Restaurant „Enrico Leone“ in Hannovers Königstraße.
Nachdem Feuchter bis 1998 mehr als 500 Auszubildende in seinen Unternehmen ausgebildet hatte, ehrte ihn der damalige Bundeswirtschaftsminister mit der Verleihung einer eigens dafür ausgestellten Urkunde.
Im Jahr 2003 wanderte Rainer Feuchter nach Spanien aus, um im Norden der Kanarischen Insel Fuerteventura das Hotel „El Patio de Lajares“ mit Restauration zu eröffnen.
Im Mai 2016 gab Feuchter das Buch Das etwas andere Gästebuch heraus, in dem er Anekdoten über seine Gäste veröffentlichte.
Mitte Januar 2017 erlag Feuchter einem Herzversagen. Rainer Feuchter wurde im Familiengrab in Schrozberg bestattet. Seine Ehefrau bot bald darauf das Hotel auf Fuerteventura zum Verkauf an.

## Schriften
- Das etwas andere Gästebuch. Zwanzig amüsante Geschichten über Promis in Verbindung mit Rezepten einer neuen, einfachen Küche, Norderstedt: Books on Demand, 2016, ISBN 978-3-7412-1495-0 und ISBN 978-3-7392-3436-6.